# DSPメディア
DSPメディア（朝: 디에스피미디어、英: DSPmedia）は、韓国の総合エンターテインメント企業である。1990年代後半から2000年代にかけてSechs Kies、Fin.K.L.、KARA、SS501、APRILなど、数々のアイドルグループを輩出してきた。現在は、RBWの子会社。
1991年にイ・ホヨンによって「テソン企画」として設立され、1999年に「DSPエンターテインメント」、2008年に「DSPメディア」へと社名変更した。
音楽制作が中心の『DSPレコーディング』と、映像制作が専門の『DSPプロダクション』に分かれており、映像制作では「マイガール」、「淵蓋蘇文」、「外科医ポン・ダルヒ」などのテレビドラマ制作を手掛けている。ただし、2010年代以降では以前の名声を取り戻せずにいる。

## 沿革
1981年、ハンバッ企画社長の誘いをきっかけに創業者のイ・ホヨンは芸能マネージメントの世界に入った。同事務所では専務理事として働いており、トロット歌手だったテ・ジナのマネージャーを担当。以後、チョン・ユナ、ユ・ヨル、ソバンチャなどを発掘した。ハンバッ企画時代に自身が手掛けた初の歌手グループ「消防車」がアイドル的人気を獲得したことをきっかけにイ・ホヨンが韓国でも若い歌手が活躍できる市場があるのではないかと思い立ち、前事務所であるハンバッ企画から独立する。
1991年10月、自分の住んでいた自宅を改装して新たな芸能企画事務所「テソン企画」を設立。事務所には設立当初は練習場や録音スタジオなどが設けられていなかったが、後に一階にレコーディングスタジオ、地下にレッスンルームを備えた。
1992年、第1号歌手の「ZAM」をデビューさせる。1990年代初頭の韓国では珍しかった男女混成グループで大衆的なダンスと音楽は10～20代の若年層に大きな人気を得た。また、韓国初の2人以上のメンバーで結成された混成グループでもあった。
1996年には14歳から15歳の中学生で構成されたボーイズデュオ「IDOL」を排出。当時、中学生という低年齢メンバーが活躍することはタブー破りに近いと見られていたものの、同年代の女子学生ファンを獲得し、韓国のアイドルの低年齢化の先鞭をつけた。さらに当時の韓国では使われていなかった¨アイドル¨という単語を最初に使用し、以後、韓国の歌謡界にも浸透させた（グループ名もそのままアイドルと名付けた）。
そして、DSPが大衆に大きく刻印されたのはSechs KiesとFin.KLの成功が始まりだった。
1997年デビューの6人組ボーイズグループ「Sechs Kies」は、6人組という大人数であることや「ブラックキス」と「ホワイトキス」の2グループ制を取る構成はアイドルユニットの先駆けであり、大衆に分かりやすい楽曲を発表しながら第1世代のボーイズグループ人気を牽引した。
1998年デビューの4人組ガールズグループ「Fin.K.L.」は、各メンバーが異なる色を担当した構成があり、楽曲ごとに清純さ・可愛さ・成熟さ・セクシーさといった毎回異なるコンセプトを見せた。
1999年デビューの7人組ボーイズグループ「Click-B」は、事務所初のロックとダンスを融合させた新しいスタイルのバンド型アイドルグループとして売り出され、純真さの中にも見え隠れする不良っぽいイメージが中高生の間で人気を得た。
1999年、「DSPエンターテインメント」へ社名を変更。
2000年頃に中国で起こった韓流ブームの時は、海外進出にはあまり積極的では無かったが、2004年以降の日本での韓流ブームや、東方神起の日本進出を受け、積極的な方針に転換する。2006年、日本法人「DSPエンターテインメント Japan（現 DSPメディア JAPAN）」を設立し、イ・ホヨンの旧知である高和彦が代表取締役に就任。2005年デビューの5人組ボーイズグループ「SS501」を日本へ進出させた。
2007年3月29日には、4人組ガールズグループ「KARA」を輩出。同グループは、日本におけるK-POPブームの火付け役となり、2011年にNHK紅白歌合戦に出場した。
2008年、「DSPメディア」へと社名を変更。
2010年3月、代表のイ・ホヨンが脳卒中のため入院し、経営から退くこととなった。代わりに妻のチェ・ミギョンが代表取締役に就任するも、経営は大きく傾いた。
2015年8月24日、6人組ガールズグループ「APRIL」を輩出。 
2017年7月19日、4人組男女混成アイドルグループ「KARD」を輩出。
2018年2月14日、代表のイ・ホヨンが長い闘病生活の末、64歳で死去。妻のチェ・ミギョンが正式に社長に就任した。
2019年8月27日、Mnetのオーディション番組PRODUCE X 101に参加した所属練習生のソン・ドンピョが、最終順位6位で11人組ボーイズグループ「X1」のメンバーとしてデビュー。
2021年3月17日、ソン・ドンピョを含む、7人組ボーイズグループ「MIRAE（未来少年）」を輩出。
2022年1月26日、株を51%以上取得する芸能事務所RBWに買収・合併（M＆A）される。
2022年1月28日、「APRIL」が解散する。
2023年10月18日、5人組ガールズグループ「YOUNG POSSE」を輩出。

## 評価
韓国で初めてアイドルグループを開拓し、SMエンタテインメントと共に韓国アイドルの第一世代から第二世代を引率してきた。そのため、過去に所属していたグループは、SMエンタテインメント所属のグループと比較されることが多かった。H.O.T.とSechs Kies、S.E.S.とFin.K.L.、神話とClick-B、東方神起とSS501 、少女時代とKARAはそれぞれ、デビュー時期からしてライバル的な存在である。特に90年代後半には、H.O.T.の5人に対してSechs Kiesの6人、S.E.S.の3人に対してFin.K.L.の4人、神話の6人に対してClick-Bの7人と、SMのグループより1人多いメンバー構成でデビューさせてきた。「DSPは常にSMの後追いばかりしていて二番煎じだ」と皮肉られることもたびたびあるが、それでも後発グループでありながら対等に近い存在のグループを作り出す力には定評があった。
創業者のイ・ホヨンは敏腕で情に厚い性格であると定評であり、元Fin.K.L.のソン・ユリとSechs Kiesのウン・ジウォンは、テレビ番組で「専属契約書自体、存在しなかった」と証言しているほど彼を信頼していた。2011年1月に、KARAのメンバーであるハン・スンヨン、チョン・ニコル、カン・ジヨンが専属契約解除を求めた騒動では、イ・ホヨンが闘病のために不在であったために、仕事や収入に関する不満に関してDSP側との対話が上手く成り立たなくなったことも原因の一つであるとされている。
2010年3月、代表のイ・ホヨンが脳卒中のため入院し、経営から退くこととなった。それから経営は大きく傾いた。彼はそれまでのアイドルの成功に核心的な役割を果たしてきた。そのため、後継者育成の重要性を思い出す経営事例にもなっている。
イ・ホヨンは2018年結局死亡し、DSPの最後のヒットグループだったKARAまで活動を終えながら衰退の道を歩んだDSPは2022年RBWに買収された。

## 所属
- DSPmedia所属のアーティストは、まとめて「DSPFriends」と呼ばれる。
- ☆は現在所属しているグループ、及びアーティスト。

### グループ
| ★ | グループ    | メンバー                                                                                 | 脱退メンバー                               | 期間            |
| - | ----------- | ---------------------------------------------------------------------------------------- | ------------------------------------------ | --------------- |
|   | ZAM         | ジョ・ジンス、ユン・ヒョンスク、ファン・ヒョンミン、シン・ソンビン、キム・ヒョンジュン   | -                                          | 1992年 - 1995年 |
|   | COCO        |                                                                                          |                                            | 1994年 - 1995年 |
|   | MUE         |                                                                                          |                                            | 1994年 - 1999年 |
|   | IDOL        | チェ・ヒョクジュン、イ・セソン                                                           | -                                          | 1996年 - 1997年 |
|   | Mountain    |                                                                                          |                                            | 1996年 - 不明   |
|   | Sechs Kies  | ウン・ジウォン、イ・ジェジン、キム・ジェドク、チャン・スウォン                           | カン・ソンフン、コ・ジヨン                 | 1997年 - 2000年 |
|   | Fin.K.L.    | イ・ヒョリ、オク・ジュヒョン、イ・ジン、ソン・ユリ                                       | -                                          | 1998年 - 2005年 |
|   | Leeds       |                                                                                          |                                            | 1999年 - 2000年 |
|   | Click-B     | カンフ、ウ・ヨンソク、オ・ジョンヒョク、キム・サンヒョク                                 | ハ・ヒョンゴン、ユ・ホソク、ノ・ミンヒョク | 1999年 - 2005年 |
|   | 2Shai       | ペク・ウヒョン、チョ・ホンギ                                                             |                                            | 2003年 - 2006年 |
|   | Shyne       | サニー、バニー                                                                           |                                            | 2004年 - 2006年 |
|   | SS501       | キム・ヒョンジュン、ホ・ヨンセン、キム・キュジョン、パク・ジョンミン、キム・ヒョンジュン | -                                          | 2005年 - 2011年 |
|   | A'st1       |                                                                                          |                                            | 2008年 - 2009年 |
|   | KARA        | パク・ギュリ、ハン・スンヨン、ク・ハラ、ホ・ヨンジ                                       | キム・ソンヒ、チョン・ニコル、カン・ジヨン | 2007年 - 2016年 |
|   | RAINBOW     | ジェギョン、ウリ、スンア、ノウル、ユネ、ジスク、ヒョニョン                               | -                                          | 2009年 - 2016年 |
|   | A-JAX       | ヒョンゴン、ユニョン、スンヨプ、スンジン、チュンヒ                                       | ジフ、ソンミン、ジェヒョン                 | 2012年 - 2019年 |
|   | PURETTY     | ユ・ヘイン、チョ・シユン、ユン・チェギョン、チョン・ソミン、チョン・ジェウン             | -                                          | 2012年 - 2014年 |
|   | Baby KARA   | ソジン、シユン、ヨンジ、チェギョン、ソミン、チェウォン、ユジ                             | -                                          | 2014年          |
|   | APRIL       | チェギョン、チェウォン、ナウン、イェナ、レイチェル、ジンソル                             | ソミン、ヒョンジュ                         | 2015年 - 2022年 |
| ☆ | KARD        | ジェイセフ、ビーエム、ソミン、ジウ                                                       | -                                          | 2016年 - 現在   |
|   | MIRAE       | リアン、ジュニョク、ドヒョン、カエル、ドンピョ、シヨン、ユビン                           | -                                          | 2021年 - 2024年 |
| ☆ | YOUNG POSSE | チョン・ソネ、ウィ・ヨンジョン、ジアナ、ドウン、ハン・ジウン                             | -                                          | 2023年 - 現在   |

### ソロ
| ★ | アーティスト     | 備考                         | 期間            |
| - | ---------------- | ---------------------------- | --------------- |
|   | ユ・ヨル         | -                            | 不明            |
|   | オ・ジョンヒョク | 元Click-Bメンバー            | 不明 - 2020年   |
|   | イ・ヒョリ       | 元Fin.K.L.メンバー           | 2003年 - 2006年 |
|   | スンハ           | -                            | 2007年 - 2009年 |
|   | アン・ソジン     | 元Baby KARAメンバー          | 不明 - 2015年   |
|   | KASPER           | ラッパー                     | 2016年 - 2018年 |
|   | ホ・ヨンジ       | 元Baby KARA、KARAメンバー    | 2016年 - 2024年 |
| ☆ | チョ・シユン     | 元PURETTY、Baby KARAメンバー | 2016年 - 現在   |
|   | イ・ヒョンジュ   | 元APRIL、UNI.Tメンバー       | 2016年 - 2021年 |
| ☆ | ソン・ドンピョ   | 元X1、MIRAEメンバー          | 2020年 - 現在   |